# Alveopora gigas
Alveopora gigas är en korallart som beskrevs av Veron 1985. Alveopora gigas ingår i släktet Alveopora och familjen Poritidae. IUCN kategoriserar arten globalt som sårbar. Inga underarter finns listade i Catalogue of Life.